# Andris Vaņins
Andris Vaņins, född 30 april 1980 i Ilūkste, är en tidigare lettisk fotbollsmålvakt.

## Klubbkarriär
Vaņins gjorde debut för FK Ventspils 1997, då han var 17 år. 2003 lämnade han klubben och skrev på för FC Moskva, där han spelade i klubbens reservlag. Han lämnade Moskva 2005 för att få mer speltid och vände då hem till Lettland när han skrev på för FK Venta. Han hade dock svårt att ta en plats även där och spelade bara en match. Dessutom gick klubben i konkurs mitt under säsongen och klubbens alla A-lagsspelare fick lämna.
Vaņins skrev som fri agent på för klubben där han hade fått sitt genombrott, Ventspils. Där blev han återigen ordinarie och blev utsedd till Virslīgas bästa målvakt 2006, 2007 och 2008. Han vann även utmärkelsen "årets spelare" i Lettland 2008. Vaņins började då titta efter en ny klubb utomlands och var i februari 2009 och provtränade med ryska Rubin Kazan.
Sommaren 2009 värvades Vaņins av FC Sion, där han gjorde debut mot turkiska Fenerbahçe. Under sin första säsong i Sion spelade han alla matcher och blev utsedd till årets spelare i klubben. Han blev även utsedd till årets målvakt i Raiffeisen Super League. Han vann samma utmärkelser säsongen efter, 2010/2011.

## Landslaget
Andris Vaņins gjorde landslagsdebut för Lettland år 2000, i en 1–3-förlust mot Slovakien. Det dröjde dock ända tills 2007, när förstavalet Aleksandrs Koļinko drog på sig en långtidsskada, innan Vaņins blev ordinarie i landslaget.

## Meriter

### Klubblag
FK Ventspils
- Virslīga: 2006, 2007, 2008
- Lettiska cupen: 2007

FC Sion
- Schweiziska cupen: 2011, 2015

### Personligt
- Bästa målvakt i Virslīga: 2006, 2007, 2008
- Årets spelare i Lettland: 2008, 2013
- Bästa målvakt i Super League: 2010, 2011
- Årets spelare i Sion: 2010, 2011, 2012, 2013